# Miguel de Andrés
Miguel de Andrés (Ochagavía, 8 de outubro de 1957) é um ex-futebolista profissional espanhol que atuava como defensor.

## Carreira
Miguel de Andrés se profissionalizou no Athletic Bilbao.

## Seleção
Miguel de Andrés integrou a Seleção Espanhola de Futebol nos Jogos Olímpicos de 1980, em Moscou.

## Honours
Athletic Bilbao
- La Liga: 1982–83, 1983–84
- Copa del Rey: 1983–84
- Supercopa de España: 1984